# Kozina (priimek)
Kozina je priimek več znanih Slovencev:
- Aleksander Kozina, varstveni biolog, ornitolog in botanik
- Ana Kozina, psihologinja (pedagoška), prof. FSD
- Branko Kozina (1910—2000), izr. prof. FS UL
- Branko (Brane) Kozina (1959—2014), arhivist
- Marjan Kozina (1907—1966), skladatelj
- Jurij Kozina (16.st.—1649), župnik in ustanovitelj šole v Rušah
- Jurij Kozina (1838—1879), zgodovinar
- Pavel Kozina (1878—1945), pevec in glasbeni pedagog
- Peter Kozina (1876—1930), podjetnik (PEKO - Tržič)
- Vladimir (Mirko) Kozina (1919—2014), izseljenski duhovnik (ZDA), pomočnik Gregorija Rožmana